# Марко Ђорђевић
Марко Ђорђевић (Јагодина, 1879 — Јагодина, 1949) био је угледни Јагодинац, народни посланик, издавач.

## Рођење и школовање
Рођен је 17. октобра 1879. године у Јагодини, у угледној трговачкој породици Ђоке и Ленке Ђорђевић, рођене Константиновић. Његов отац Ђока, платнарски трговац, био је члан трговачко-извозничког еснафа вароши Јагодине и среза Беличког, 1897. године. Мајка Ленка је била учесница многих активности јагодинске женске подружине.
Марко је у Јагодини завршио нижу гимназију, а потом се школовао у Минхену. Један је од оснивача Месног удружења Јагодинске трговачке омладине.

## Зрело доба
Од 1900. године је члан управе Јагодинске штедионице, а 1904. године постаје председник њеног Збора. Управничке дужности у Штедионици вршио је до 1920. године.
Заједно са Љубом Гилићем власник је штампарије у којој је од 1907. до 1909. године штампан лист Бранич српског ипи хрватског језика, као и лист ресавских радикала Стара Ресава. Председник је Клуба радикала у Јагодини. Током Првог светског рата присуствује важним седницама Независних радикала одржаних на Крфу и у Ници, 1916. односно 1917. године. Током 1918. године уредник је листа Правда који излази у Солуну.
Марко Ђорђевић је био члан Црквене општине и њен благајник као и члан Аеро-клуба у Јагодини. За народног посланика изабран је 1912. године.

## Породичне прилике
Прва жена му је била Дана Косовљанин, ћерка Михајла Косовљанина. Други брак је склопио 1923. године са Живком Радивојевић из Крагујевца.
Марко Ђорђевић је умро у Јагодини 8. јуна 1949. године.